# Charles-Hugues de Bourbon-Parme
Pour les autres membres de la famille, voir Maison de Bourbon-Parme.
Titres
Prétendant aux trônes de Parme et Plaisance
7 mai 1977 – 18 août 2010
(33 ans, 3 mois et 11 jours)
Prétendant carliste au trône d’Espagne
8 avril 1975 – 18 août 2010
(35 ans, 4 mois et 10 jours)
Charles-Hugues de Bourbon, duc de Parme, né le 8 avril 1930 à Paris et mort le 18 août 2010 à Barcelone, est le chef de la maison ducale de Parme, prétendant au trône du duché de Parme de 1977 à 2010. Il est également prétendant carliste éphémère au trône d'Espagne en 1975, année de « l'abdication » de son père, et jusqu'en 1978, année de la proclamation de la nouvelle Constitution. Il porte les titres de courtoisie de duc de Parme et Plaisance et de comte de Montemolín.

## Biographie
Fils de Xavier de Bourbon, duc de Parme, et de Madeleine de Bourbon Busset, il est baptisé Hugues Marie Sixte Louis Robert Jean Georges Benoît Michel en l'église Notre-Dame d'Auteuil, il devient le 28 juin 1963 Charles-Hugues, par jugement du tribunal de grande instance de la Seine.
Il passa son baccalauréat à Montréal et étudia à Paris et à l'Université d'Oxford.
Né français, il obtient la nationalité espagnole en 1979 par décret du roi Juan Carlos. Son identité à l'état civil espagnol est Carlos Hugo de Borbón-Parma y Bourbon Busset.
Mort, le 18 août 2010, à Barcelone des suites d'un cancer, il est enterré, le 28, dans la crypte des ducs de Parme de la basilique Santa Maria della Steccata de Parme où reposent 26 de ses aïeux. Son fils Carlos Javier est le nouveau prétendant au trône du duché de Parme et au trône d'Espagne.

### Famille
En 1964, il épouse la princesse Irene des Pays-Bas. Pour ce mariage, elle se convertit au catholicisme, ce qui l'oblige à renoncer à ses droits dynastiques sur la couronne des Pays-Bas. Ils divorcent en 1981.
De cette union naissent :
- Carlos de Bourbon de Parme (1970), prince de Plaisance, duc de Madrid, puis duc de Parme à la mort de son père. Le 12 juin 2010, il épouse Annemarie Cecilia Gualthérie van Weezel (1977). Ils ont deux filles et un fils :
  - Luisa de Bourbon de Parme, née le 9 mai 2012 à La Haye,
  - Cecilia de Bourbon de Parme, née le 17 octobre 2013 à La Haye,
  - Carlos Enrique Leonard de Bourbon de Parme, né le 24 avril 2016 à La Haye ;
- Margarita de Bourbon de Parme (1972), comtesse de Colorno. Elle a été mariée deux fois. Son premier mariage en 2001 avec Edwin de Roy van Zuydewijn se termine par un divorce en 2006. En 2008, elle épouse Tjalling ten Cate (sép. en 2023). Ils ont deux filles : 
  - Julia ten Cate, née le 3 septembre 2008 à Amsterdam,
  - Paola ten Cate, née le 25 février 2011 à La Haye ;
- Jaime de Bourbon de Parme (1972), comte de Bardi, duc de San Jaime, ambassadeur des Pays-Bas au Vatican (2014-2018)[6]. Le 3 octobre 2013, il épouse Viktória Cservenyák (1982).
  - Zita, Clara, née le 21 février 2014 à Amsterdam,
  - Gloria, Irène, née le 9 mai 2016 à Rome ;
- María Carolina de Bourbon de Parme (1974), marquise de Sala, duchesse de Guernica, mariée civilement le 21 avril 2012 et religieusement le 16 juin suivant à  Albert Alphons Ludgerus Brenninkmeijer.
  - Alaïa-Maria, Irène, Cécile, née le 23 mai 2014 à Zurich,
  - Xavier, Albert, Alphons, né le 18 décembre 2015 à Zurich.

## Titulatures de courtoisie

### Titulature monarchiste parmesane
- 8 avril 1930 - 28 juin 1963 : Son Altesse royale le prince Hugues de Bourbon-Parme ;
- 28 juin 1963 - 8 avril 1975 : Son Altesse royale le prince Charles-Hugues de Bourbon-Parme (à la suite de son changement d’identité à l’état civil)
- 8 avril 1975 - 18 août 2010 : Son Altesse royale le duc de Parme et Plaisance » (à la suite de la renonciation de son père)

### Titulature carliste espagnole
- 30 mai 1952 - 5 mai 1957 : Son Altesse royale l’infant Hugues d’Espagne ;

Son père, le prince Xavier de Bourbon-Parme, se proclame le 30 mai 1952 « roi d'Espagne » de la tradition carliste et octroie le même jour le titre d'infant d'Espagne à Charles-Hugues, ainsi qu'à son frère et ses sœurs.
- 5 mai 1957 - 29 septembre 1961 : « Son Altesse Royale le prince des Asturies »[7] ;

Son père, lui octroie le titre traditionnel des héritiers au trône d'Espagne.
- 29 septembre 1961 - 4 novembre 1963 : Son Altesse royale le prince des Asturies, duc de San Jaime[7] ;
- 4 novembre 1963 - Février 1964 : Son Altesse royale le prince des Asturies[7] ;
- Février 1964 - 8 avril 1975 : Son Altesse royale le prince des Asturies, duc de Madrid[7] ;
- 8 avril 1975 - 28 septembre 2003 : Son Altesse royale le duc de Parme et Plaisance ;
- 28 septembre 2003 - 18 août 2010 : Son Altesse royale le comte de Montemolín (à la suite de la renonciation de son père)[8].

## Sources
- Javier Lavardin, El ultimo pretendiente, Paris, Ruedo ibérico, 1976.
- Bernard Mathieu, André Devèche, Tableau généalogique de la Maison de Bourbon, Paris, Éditions de La Tournelle, 1984.
- Juan Balanso, Les Bourbons de Parme. Histoire des infants d'Espagne, ducs de Parme, Biarritz, éditions J&D, 1996.